# Reichenows lelvliegenvanger
De Reichenows lelvliegenvanger (Platysteira chalybea; synoniem; Dyaphorophyia chalybea) is een zangvogel uit de familie Platysteiridae (lelvliegenvangers). De naam verwijst naar de Duitse ornitholoog Anton Reichenow die deze vogel in 1897 wetenschappelijk heeft beschreven.

## Verspreiding en leefgebied
Deze soort komt voor in vochtige wouden van Kameroen tot Gabon plus het grensgebied van de oostelijke buurlanden.

## Status
De grootte van de populatie is niet gekwantificeerd maar de soort wordt omschreven als plaatselijk algemeen. Op de Rode lijst van de IUCN heeft deze soort de status niet bedreigd.